# Clinocera adesa
Clinocera adesa är en tvåvingeart som beskrevs av Sinclair 1999. Clinocera adesa ingår i släktet Clinocera och familjen dansflugor. Inga underarter finns listade i Catalogue of Life.